# Josef Brauner
Josef Brauner (* 5. Mai 1950 in München) ist ein deutscher Manager. 

## Leben
Brauner startete seine Karriere nach einer technischen und kaufmännischen Ausbildung 1971 als Verkäufer von Druckmaschinen beim US-Unternehmen Avery, wo er es bis in die Führungsetage schaffte und 1975 Niederlassungsleiter für Deutschland, Österreich und die Schweiz wurde. 1980 wechselte er zu Sony Deutschland und übernahm bis 1984 verschiedene Aufgaben in der Münchener Niederlassung. Nach zwei Jahren als Geschäftsführer bei Arnold & Richter Cinetechnik (Arri), kehrte er 1986 zu Sony Deutschland zurück und übernahm verschiedene Aufgaben in der Kölner Zentrale. 1988 wurde Brauner General Manager und 1989 schließlich Geschäftsführer von Sony Deutschland und leitete ab 1994 zusätzlich das Konsumgütergeschäft. Sein Vorgänger bei Sony war Ron Sommer. Dieser hat ihn 1997 zur Deutschen Telekom geholt. Zunächst verantwortete Brauner das Ressort Vertrieb, ein Jahr später rückte er in den Konzernvorstand auf. Dort übernahm er den neu aufgebauten Geschäftsbereich Service und Vertrieb. Ab Mai 2001 hatte er die Gesamtverantwortung für das Festnetzgeschäft des Konzerns sowie kommissarisch für die Sparte T-Systems. Im Februar 2003, wurde Brauner Chef der neu aufgestellten Festnetzsparte T-Com. Bis März 2004 vertrat er die Deutsche Telekom zudem im Maut-Konsortium Toll Collect. Die Probleme bei der Einführung der Lkw-Straßennutzungsgebühr führten letztlich zum Rücktritt von Josef Brauner als Vorstand der Deutschen Telekom am 30. April 2004.

## Mandate
Die folgende Aufzählung beinhaltet Aufsichtsratsmandate und Mandate in vergleichbaren in- und ausländischen Kontrollgremien:
- Karstadt Warenhaus AG, Essen (seit 4/2003)
- Pironet NDH AG, Köln (seit 5/2005)
- Vorsitzender des Aufsichtsrates Verlagsgruppe Lübbe GmbH & Co. KG, Bergisch Gladbach (seit 09/2004)[5]
- Mitglied des Verwaltungsrats Gofus e. V., Bad Saarow
- Stiftungsrat der Deutschen Sporthilfe (seit 5/2003)[6]
- T-Mobile International AG, Bonn (5/2003 bis 4/2004)[7]
- T-Systems International GmbH, Frankfurt am Main (11/2000 bis 4/2004)
- Deutsche Telekom Network Projects & Services GmbH, Bonn (5/2003 bis 4/2004)
- CAP Customer Advantage Program GmbH, Köln, Vorsitzender des Aufsichtsrats (4/2002 bis 4/2004)
- FC Bayern München AG, München (4/2003 bis 8/2004)[8]
- TSV 1860 München e.V., München (12/2006 bis 3/2009)[9]

## Publikationen
- Josef Brauner / Roland Bickmann: Die multimediale Gesellschaft, Campus Vlg. (1994), ISBN 3-593-35046-7
- Josef Brauner / Roland Bickmann: Cyber Society, Metropolitan (1996), ISBN 3-89623-063-8